# Hyposidra umbrosa
Hyposidra umbrosa är en fjärilsart som beskrevs av Swinhoe 1890. Hyposidra umbrosa ingår i släktet Hyposidra och familjen mätare. Inga underarter finns listade i Catalogue of Life.